# Jazz at the Philharmonic
Jazz at the Philharmonic (JATP) war der Titel einer Konzertreihe, die Norman Granz mehr als 20 Jahre lang produzierte und mit der er weltweit auf Tournee ging. Die Konzerte stellten vor allem Swing- bzw. Bebopmusiker vor, die zunächst in kleinen Gruppen auftraten und sich am Ende zu einer Jamsession mit Chase Chorussen auf der Bühne zusammenfanden.

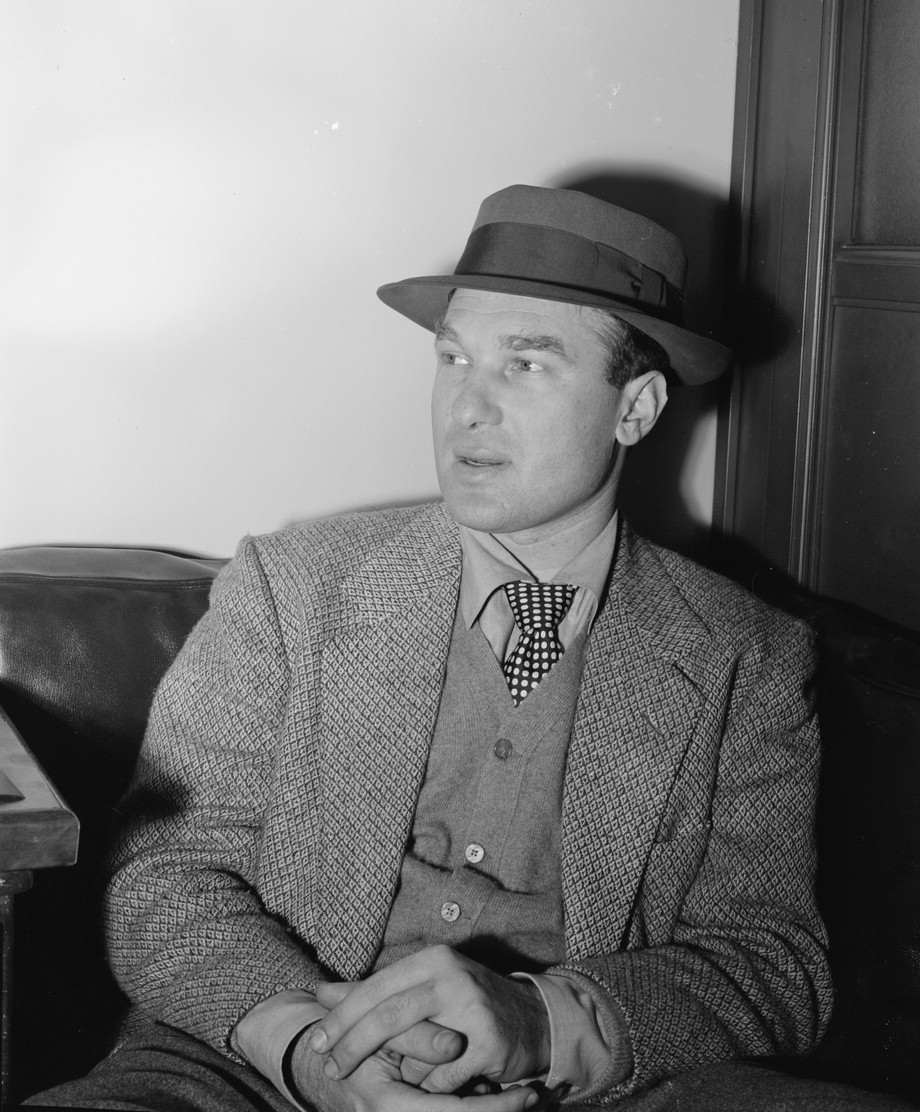
Norman Granz, ca. November 1947.
Fotografie von William P. Gottlieb.

## Das erste Konzert 1944
Norman Granz hatte während der Ableistung seiner Militärzeit, wo er Dienst bei der Truppenbetreuung leistete, seine Verbindungen zu Jazzmusikern aufrechterhalten und auch weiter Jamsessions organisiert, allerdings schon auf professioneller Basis. Er war bald als harter Verhandler bekannt und bestand auf drei Dingen: feste Bezahlung der Musiker, kein Tanzen während der Sessions und keine Rassentrennung im Publikum.

1944 wurden einundzwanzig jugendliche Chicanos während eines Aufstandes in Los Angeles festgenommen und anschließend wegen Mordes verurteilt. Man nannte sie die „Zoot Suiters“ – in Anlehnung an Cab Calloways Bühnenanzug – und ihre Verteidigung wurde zu einem cause célébre für die Liberalen der Westküste, an dem sich auch Hollywood-Prominenz wie Orson Welles und Rita Hayworth beteiligte (Sleepy Lagoon Defence Committee). Granz entschloss sich, die Publicity für die Organisation eines Jazzkonzerts zu Gunsten der Chicanos zu nutzen und mietete zu diesem Zweck das damals größte Auditorium in L.A., das Philharmonic Auditorium, in dem vorher nur Aufführungen klassischer Musik stattgefunden hatten. Zunächst wurde das Konzert „Jazz Concert at the Philharmonic“ genannt; da aber die Schriftgröße, die Granz gewählt hatte, so viele Buchstaben nicht zuließ, ließ er das Wort Concert fallen, und so war „Jazz at the Philharmonic“ geboren. An diesem ersten Konzert am Sonntagnachmittag, dem 2. Juli 1944, nahmen dann Illinois Jacquet (dessen hohe Töne auf dem Saxophon ein besonderer Erfolg beim jungen Publikum waren), Jack McVea, J. J. Johnson, Shorty Sherock, Nat King Cole, Lee Young und Les Paul teil. Für den Rest des Jahres 1944 fanden monatliche Konzerte im Auditorium statt. Das letzte Konzert dort fand am 28. April 1946 statt, unter anderem mit Dizzy Gillespie, Charlie Parker und Lester Young, danach weigerte sich das Civic Auditorium, weitere JATP Veranstaltungen zuzulassen, vorgeblich da das Publikum zu tanzen anfing – Granz selbst vermutete, dass sie vom gemischtrassigen Publikum genug hatten.

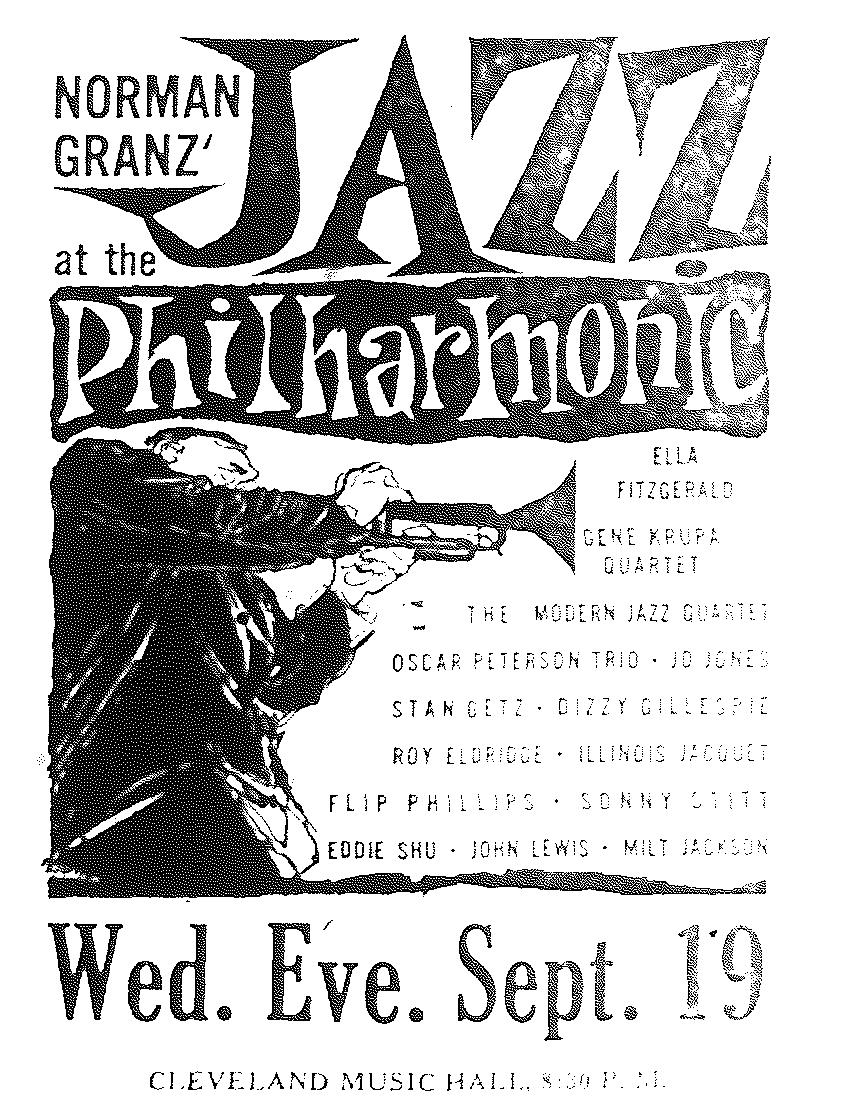
JATP-Plakat aus dem Jahr 1956

## Die JATP-Tourneen
Nach einigen ähnlichen Konzerten in Los Angeles begann Granz ab 1946 Tourneen zu produzieren, die jährlich stattfanden – die erste mit Lester Young, Coleman Hawkins und Buddy Rich ab April 1946 in Kalifornien, Chicago und New York. In diesen Veranstaltungen traten, damals für die USA noch eine Sensation, Musiker mit afroamerikanischem und europäischem Hintergrund gemeinsam auf. Granz zog es vor, Buchungen wieder rückgängig zu machen, statt den Forderungen von Veranstaltern nach einer sog. Rassentrennung (auch bezogen auf das Publikum) nachzugeben. Die teilnehmenden Musiker fühlten sich sehr gut behandelt, sowohl was die Hotelunterbringung als auch was die Reise in der ersten Klasse betraf und nach Möglichkeit im Flugzeug statt in Bus und Eisenbahn. Der geschäftstüchtige Granz konnte seinen Stars für damalige Verhältnisse hohe und vor allem regelmäßige Gagen zusichern.
Nach Feather kam es nur mit drei Musikern während der JATP Tourneen zu ernsthaften Konflikten: mit Billie Holiday 1954 (sie verpatzte einen Auftritt in der Carnegie Hall und musste von der Bühne geführt werden, worauf sie Oscar Peterson beschimpfte, der zum regelmäßigen Star-Ensemble der JATP gehörte), mit Lester Young, und dem für sein heftiges Temperament bekannten Buddy Rich, der die Konzerte in Downbeat als a lot of junk bezeichnete, ein Jahr später aber reumütig zurückkehrte.
Jazz at the Philharmonic stellte die prominentesten Jazzmusiker der Epoche vor, etwa Louie Bellson, Ray Brown, Don Byas, Benny Carter, Harry „Sweets“ Edison, Roy Eldridge, Ella Fitzgerald, Stan Getz, Dizzy Gillespie, Lionel Hampton, Billie Holiday, Coleman Hawkins, Illinois Jacquet, Hank Jones, Jo Jones, Gene Krupa, Charlie Parker, Oscar Peterson, Flip Phillips, Buddy Rich, Charlie Shavers, Willie Smith, Tommy Turk, Ben Webster und Lester Young. In den 1950er Jahren waren seine JATP Konzerte sehr populär und ermöglichten es ihm, ein Jazz-Imperium aufzubauen. 1950 bis 1957 fanden weltweit (in den USA, Kanada, Europa, Japan, Australien) jährlich etwa 150 Konzerte statt, die Tour dauerte jeweils etwa sieben Monate.
Granz ließ einige der Konzerte mitschneiden, die auf Mercury Records bzw. später auf Clef und Verve, seinerzeit seinen eigenen Plattenlabeln, veröffentlicht wurden. In den 1940er Jahren waren seine Live-Mitschnitte von Jazzkonzerten etwas völlig Neuartiges. Die JATP-Tourneen in den Vereinigten Staaten von Amerika wurden 1957 eingestellt, liefen aber in Europa und Japan noch für ein weiteres Jahrzehnt, fanden aber nicht mehr jedes Jahr statt. Auch Granz verließ 1959 die USA und zog in die Schweiz. Neben sporadischen JATP-Konzerten war er weiter als Jazz-Veranstalter und Manager unter anderem von Oscar Peterson und Ella Fitzgerald aktiv. 1967 endeten die JATP-Konzerte vorläufig mit einer letzten US-Tournee (mit Benny Carter, Coleman Hawkins, Ella Fitzgerald und Oscar Peterson). Granz äußerte sich danach so: „Niemals wieder. Ich machte zwar Profit, aber es ist zu viel Arbeit und vor allem zu viel Ärger. Es macht keinen Spaß mehr, zumindest in den USA.“
In den 1970ern ließ Granz den Geist der JATP-Veranstaltungen wieder aufleben mit Jam Session-artigen Konzerten auf dem Montreux Jazz Festival bzw. mit den dort entstandenen Mitschnitten für das Fernsehen und sein Pablo-Label oder in den USA 1972 im Santa Monica Civic Auditorium (und einem Salute to JATP Konzert auf dem Monterey Jazz Festival 1971). Eine letzte Tour machte er 1983 auf einer Japan-Tour anlässlich des 30-jährigen Jubiläums der JATP-Auftritte in Japan, u. a. mit Oscar Peterson und Ella Fitzgerald, erschienen bei Pablo.

## JATP in der Jazzkritik
Die JATP-Unternehmung wurde – trotz ihres Erfolges beim Publikum – „von den Kritikern meist stirnrunzelnd aufgenommen. Es wurde bemängelt, dass hier Musiker verschiedener inkompatibler Stilrichtungen zusammen jammten, dass keine Arrangements vorlagen, und dass das Ganze ungeprobt und ohne Finessen über die Bühne ginge,“ so Teddy Doering. Befürworter wiesen darauf hin, dass in einigen der überlieferten Mitschnitte einige der schönsten Solos der damals beteiligten Musiker überliefert wurden; so gibt es aus den vierziger Jahren für JATP vor allem drei Konzertaufnahmen: die legendäre mit Charlie Parker und Billie Holiday vom 22. April 1946; die Konzerte in der New Yorker Carnegie Hall am 27. Mai und 3. Juni 1946 (der Abschluss der ersten Tournee) und Aufnahmen vom Frühjahr 1947 aus Pittsburgh mit dem berühmten „How High the Moon“ und einem exzellenten Solo von Coleman Hawkins. Die Kritiker Richard Cook und Brian Morton betrachten das Carnegie Hall-Konzert 1949 (mit der front line u. a. aus Parker, Fats Navarro und Sonny Criss) sowie das Frankfurter Konzert im November 1952 (u. a. mit Lester Young) als Höhepunkte der Veranstaltungsreihe; sie sprachen Norman Granz´ JATP-Veranstaltung das Verdienst zu, in einer schwierigen Periode das Interesse für die Musik des Swing und des Mainstream Jazz enorm gefördert zu haben.
Leonard Feather betonte 1972 die Bedeutung der JATP Konzerte für die Anerkennung von Jazzmusikern in den USA: Jüngere Jazzfans sind sich nicht mehr des Ausmasses bewusst, mit dem er die Anerkennung, das Wohlergehen und die Würde der mit ihm assoziierten Musiker förderte... Keiner der sich der Granz-Jahre erinnert kann bezweifeln, dass er die Rolle des Jazz aufwertete von der einer Untergrund-Kultur, die selten ernst genommen wurde und meist abseits in Tanzhallen und Nachtclubs aufgeführt wurde.

## Wichtige Alben
- The Complete Jazz at the Philharmonic on Verve 1944-1949 (Clef/Verve, 1998)
- Carnegie Hall 1949 (Pablo, 1949) mit Fats Navarro, Charlie Parker, Coleman Hawkins, Hank Jones
- Frankfurt 1952 (Pablo) mit Roy Eldridge, Lester Young, Hank Jones, Irving Ashby, Max Roach
- The Drum Battle (Verve, 1952) mit Gene Krupa und Buddy Rich
- JATP in Tokyo (Pablo, 1953) mit Charlie Shavers, Roy Eldridge, Benny Carter, Ben Webster, Ella Fitzgerald
- The Challenges (Verve 1954) mit Roy Eldridge und Dizzy Gillespie
- J. J. Johnson und Stan Getz At the Opera House (Verve 1957) mit Oscar Peterson, Herb Ellis, Coleman Hawkins, Lester Young, Ella Fitzgerald, Ray Brown, Percy Heat, Connie Kay
- JATP in London, 1969 (Pablo) mit Dizzy Gillespie, Clark Terry, James Moody, Teddy Wilson
- JATP at the Montreux Festival 1975 (Pablo) mit Clark Terry, Benny Carter, Zoot Sims, Joe Pass, Tommy Flanagan

## Sammlung
- The Complete Jazz at The Philharmonic on Verve – 1944 bis 1949 – 10 CDs

1944
mit J. J. Johnson, Illinois Jacquet, Jack McVea, Nat King Cole, Les Paul, Johnny Miller b, Lee Young dm, Meade Lux Lewis, Shorty Sherock, Bumps Myers, Joe Thomas, Buddy Cole p, Red Callender, Joe Marshall dm, Carolyn Richards voc
1945
mit Neal Hefti, Shorty Sherock, Corky Corcoran, Coleman Hawkins, Milt Raskin, Dave Barbour, Charles Mingus, Dave Coleman dm, Billie Holiday, Howard McGhee, Willie Smith, Wardell Gray, Charlie Ventura, Illinois Jacquet, Joe Guy, Garland Finney p,  Ulysses Livingston, Gene Krupa, Slim Gaillard, Tiny „Bam“ Brown b&voc
1946
mit Al Killian, Howard McGhee, Charlie Parker, Willie Smith, Lester Young, Arnold Ross, Billy Hadnot b, Lee Young, Charlie Ventura, Teddy Napoleon, Gene Krupa, Dizzy Gillespie, Mel Powell, Meade Lux Lewis, Buck Clayton, Kenny Kersey, Irving Ashby, Buddy Rich, Ray Linn, Babe Russin, Curly Russell, J. C. Heard, Billie Holiday, Georgie Auld, Tiny Grimes, Al McKibbon, Rodney Richardson b, Harold Doc West dm, John Collins g, Allen Eager,  J. J. Johnson, Chubby Jackson, Trummy Young, Slam Stewart, Barney Kessel, Charlie Drayton b, Jackie Mills dm
1947
mit Buck Clayton, Trummy Young, Willie Smith, Coleman Hawkins, Flip Phillips, Kenny Kersey, Benny Fonville b, Buddy Rich, Roy Eldridge, Pete Brown, Les Paul, Hank Jones, Alvin Stoller, Billie Holiday, Bobby Tucker p, Howard McGhee, Bill Harris, Illinois Jacquet, Ray Brown, Jo Jones
1949
mit Roy Eldridge, Tommy Turk tb, Charlie Parker, Flip Phillips, Lester Young, Hank Jones, Ray Brown, Buddy Rich, Ella Fitzgerald, Oscar Peterson, Charlie Ventura, Teddy Napoleon, Gene Krupa, Ralph Burns, Bill De Arango, Dave Tough, Charlie Shavers, Sid Catlett